# أوليفر هنري نيلسون شوب
وهو سياسي أمريكي ينتمي إلى الحزب الجمهوري ولد أوليفر هنري نيلسون شوب في 13 كانون الأول - ديسمبر من سنة 1869 في ولاية ألينوي الأمريكية انتقلت عائلته إلى ولاية كولورادو عندما كان يبلغ 13 عاما.في عام 1919 أصبح أوليفر هنري نيلسون شوب حاكما على ولاية كولورادووقد شغلأوليفر هنري نيلسون شوب منصب حاكم ولاية كولورادو ما بين عامي 1919 إلى عام 1923 توفي أوليفر هنري نيلسون شوب بنوبة قلبية في 30 أيلول - سبتمبر من سنة 1940 في ولاية كاليفورنيا الأمريكية.